# Turzyca Lachenala
Turzyca Lachenala (Carex lachenalii Schkuhr) – gatunek rośliny z rodziny ciborowatych (Cyperaceae). 

## Rozmieszczenie geograficzne
Gatunek arktyczno-alpejski. Występuje wyspowo w północnych regionach oraz w górach Ameryki Północnej, Azji i Europy. W Europie występuje na północy Skandynawii oraz w górach Europy Środkowej i Południowej. W Polsce występuje tylko w wyższych położeniach Tatr (głównie w Tatrach Wysokich) i jest gatunkiem rzadkim. Stwierdzono występowanie na następujących stanowiskach: Cubryna (2060 m), Czarny Staw pod Rysami, Czerwony Piarg (1980 m), Dolina Waksmundzka (1770 m), Dolina za Mnichem (1865–1880 m), Kocioł Gąsienicowy (1820 m), Małołączniak (1830 m), Sucha Woda Gąsienicowa (1628 m), Wołowiec (ok. 2000 m), Stawy Gąsienicowe: Czarny, Kurtkowiec, Litworowy, Zielony, Zadni i Zmarzły Staw Gąsienicowy, pomiędzy Czarnym i Zmarzłym Stawem Gąsienicowym (1700 m), pomiędzy Zmarzłym Stawem a Kozim Wierchem (przy szlaku turystycznym, ok. 1900 m), pod Kozim Wierchem od strony Zmarzłego Stawu, w Dolinie Pięciu Stawów Polskich, Wyżnie Mnichowe Stawki, nad brzegami stawów: Czarnego, Małego, Przedniego, Wielkiego, Zadniego i Wolim Okiem, nad Morskim Okiem (1390, 1580 m), Szpiglasowe Stawki, poniżej Brzuchatego Piargu (1965 m), dolinka pod Hrubym Piargiem (1807 m), kocioł pod Miedzianem.

## Morfologia

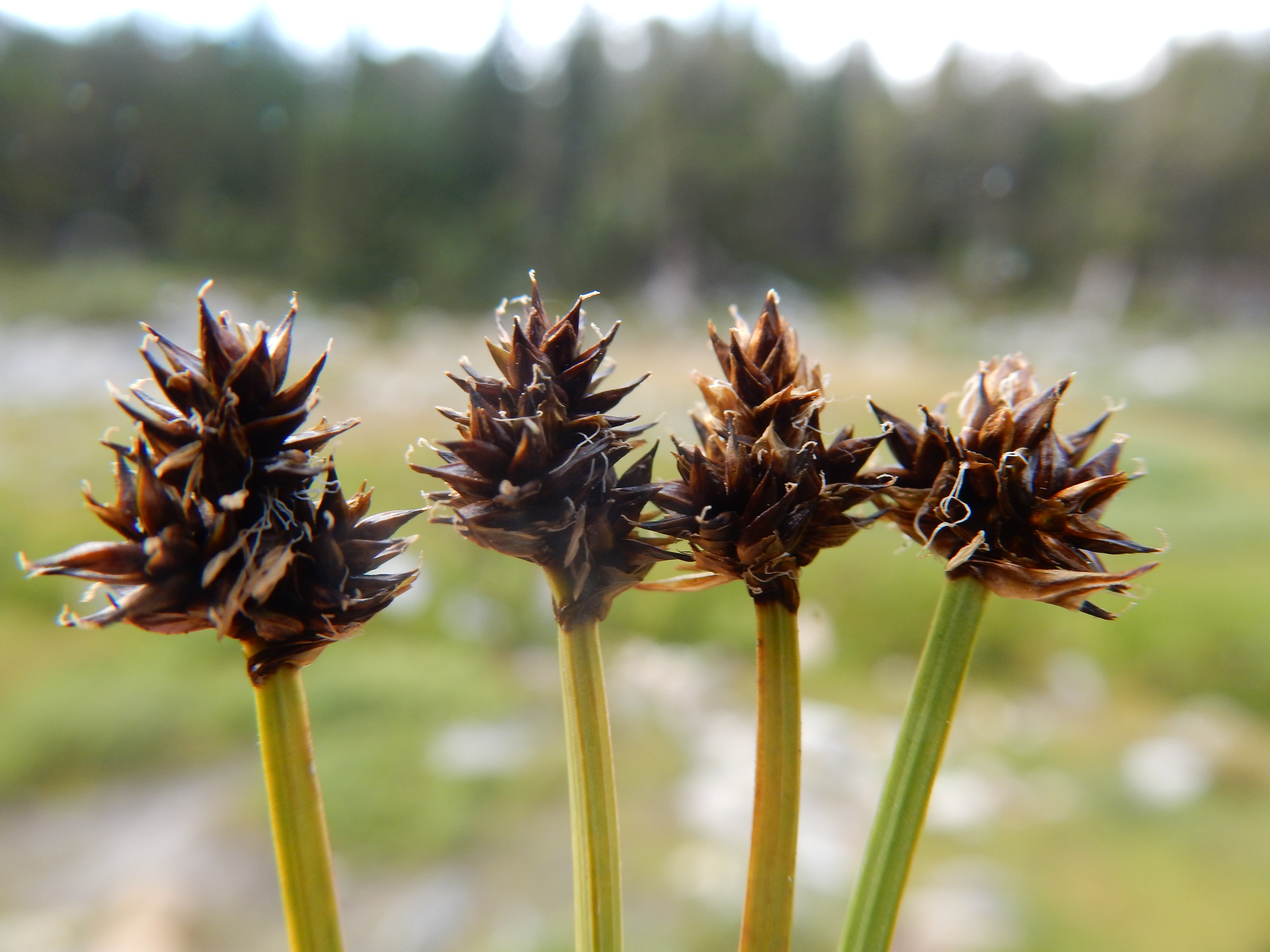
Kłosy z owocami

ŁodygaRoślina tworząca kępki z krótkim rozłogami. Łodyga gładka, o wysokości 10–20 cm, przeważnie łukowato zgięta, ulistniona tylko w dolnej części.
LiściePłaskie o szerokości do 2 mm.
KwiatyKwiaty zebrane w maczugowato-jajowate  kłoski (w liczbie 2–5), te zaś z kolei w główkę o długości ok. 1,5 cm, zaopatrzoną w bezblaszkową podsadkę. W każdym kłosku występują zarówno kwiaty męskie, jak i kwiaty żeńskie. Kłoski występują blisko i wszystkie są podobne do siebie. Przysadki są krótsze od pęcherzyków, jajowate, tępo zakończone i biało obrzeżone. Pęcherzyki bez skrzydełek, o długości ok. 3 mm, płaskowypukłe i zwężające się ostro w krótki dzióbek. Mają kasztanowaty kolor, delikatną nerwację i są punktowane (tę ostatnią cechę można zaobserwować tylko pod silną lupą lub mikroskopem).

## Biologia i ekologia

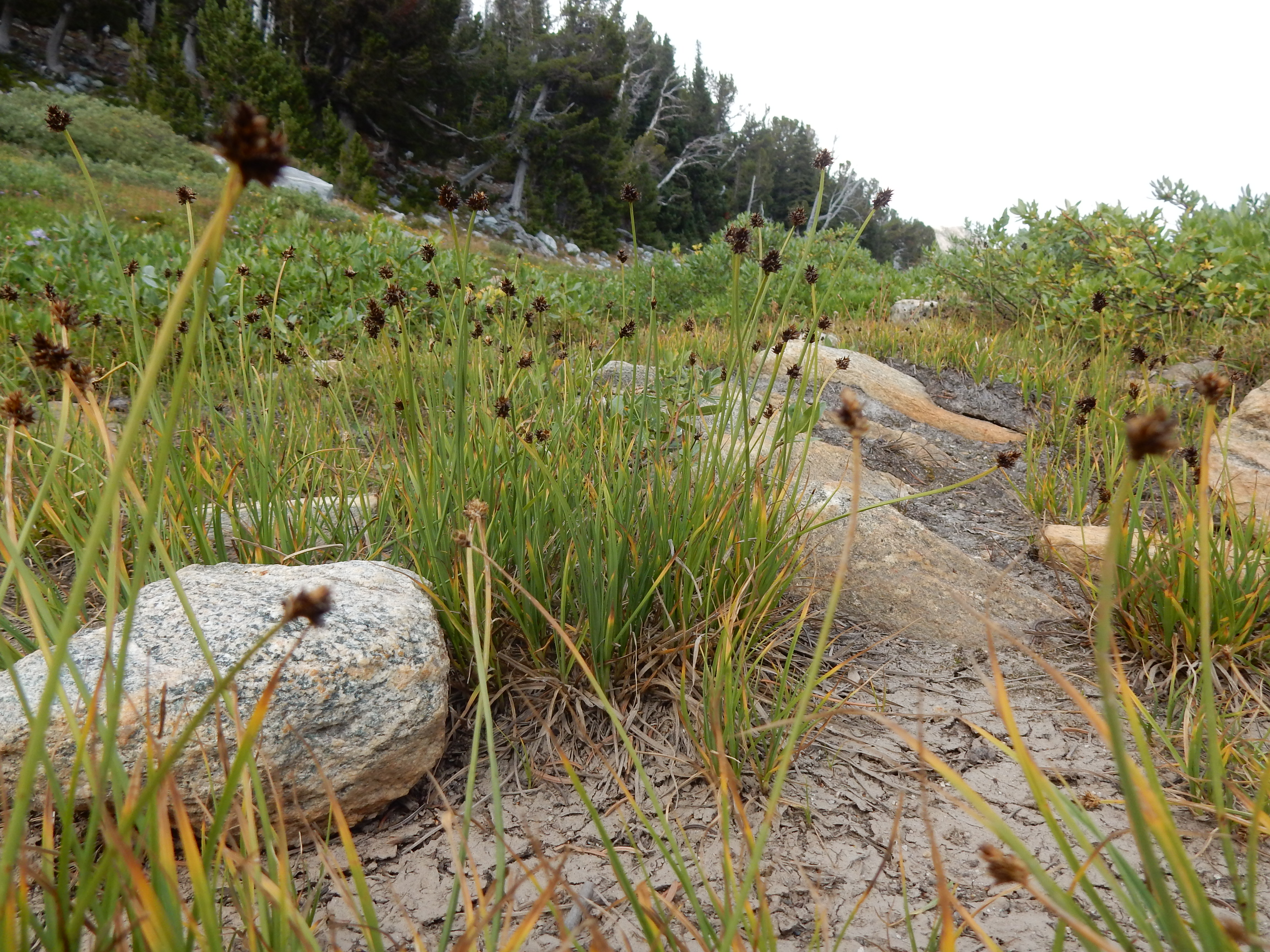
Pokrój

RozwójBylina, hemikryptofit.  Kwitnie w czerwcu i lipcu.
SiedliskoRośnie wyłącznie na podłożu nie zawierającym wapnia. W Tatrach występuje głównie nad brzegami jezior, oraz w wyleżyskach i stale wilgotnych zagłębieniach terenu. Tworzy luźne skupiska lub mało zwarte płaty. Nigdzie w polskich Tatrach nie występuje w większej ilości (zazwyczaj tworzy kilka – kilkanaście kęp).
GenetykaLiczba chromosomów 2n = 64.
ZmiennośćWyróżniono podgatunek Carex lachenalii subsp. parkeri (Petrie) Toivonen. Rośnie w Nowej Zelandii na Wyspie Południowej:

## Zagrożenia i ochrona
Mimo występowania tylko w Tatrach i to niezbyt licznego, gatunek nie jest w Polsce bezpośrednio zagrożony. Wszystkie jego stanowiska znajdują się na obszarze Tatrzańskiego Parku Narodowego. Narażone na zadeptanie przez turystów są jedynie stanowiska przy licznie uczęszczanej przez turystów ścieżce od Stawu nad Morskim Okiem na Rysy oraz w Kotle Gąsienicowym (presja ze strony narciarstwa). Gatunek umieszczony na Czerwonej liście roślin i grzybów Polski (2006) w kategorii zagrożenia R (rzadki - potencjalnie zagrożony). W wydaniu z 2016 roku otrzymał kategorię VU (narażony). Tę samą kategorię posiada w Polskiej Czerwonej Księdze Roślin.